# Epizoanthus danielsseni
Epizoanthus danielsseni is een Zoanthideasoort uit de familie van de Epizoanthidae. De wetenschappelijke naam van de soort is voor het eerst geldig gepubliceerd in 1913 door Carlgren.